# Orde militar
|  | No s'ha de confondre amb orde de cavalleria. |

Els ordes militars eren associacions de caràcter cristià formades per personal de caràcter religiós l'objectiu dels quals era la defensa armada dels interessos de la cristiandat, combinant alhora, mètodes militars i religiosos. Per a alguns historiadors l'origen ideològic d'aquest tipus d'institucions es trobaria en la cristianització del concepte islàmic de guerra santa, mentre que per a uns altres estaria lligat simplement al de peregrinació i croada, de tota manera sembla que el seu model institucional es troba no solament en l'aspecte monacal, sinó també en la confraria hospitalària, associada al món de les peregrinacions.
En ser les croades un fenomen d'arrel religiosa i eclesiàstica, va produir conseqüències variades i importants més enllà de l'àmbit de Terra Santa. Algunes d'elles van ser duradores i van influir en aspectes molt diversos durant segles. Prenent com argument la necessitat de finançar expedicions i ajudes, el poder pontifical va augmentar el seu pes i extensió arreu d'Europa.
L'apel·lació a la croada es va fer sovint amb finalitats diferents de les pròpies dels seus orígens, així, el desenvolupament dels ordes militars, creades en principi per a contribuir a la defensa del llevant llatí, i la seva difusió en altres territoris, va generar situacions polítiques que, al principi, no s'havien previst.

## Origen i evolució
No eren institucions exclusivament masculines, les monges podien associar-se a un convent de l'orde. Altra característica a destacar és que els religiosos podien estar, i de fet sovint estaven, subordinats a germans no ordenats. De fet la majoria dels membres no eren religiosos.
Els ordes militars estaven subjectes directament a la jurisdicció pontifícia i es regirien per una regla monàstica, que solia ser la benedictina, en el que era compatible amb la finalitat de l'orde, que va anar la guerra contra els infidels en defensa dels Sants Llocs o d'altres territoris de la cristiandat, i amb la condició dels seus membres, seglars i cavallers o escuders.
No obstant això, l'Orde de Sant Joan de Jerusalem (hospitalers) havia nascut abans, entorn de 1048. La croada va impulsar als hospitalaris a defensar i protegir els pelegrins, i amb això a adoptar una organització militar entre 1120 i 1160; a ella es va destinar la renda de moltes donacions rebudes arreu d'Europa i, sens dubte, va anar l'aspecte que va inspirar a altres ordes que van prendre als santjoanistes com a model. L'Orde del Temple (templers) va mancar d'aquella faceta assistencial doncs va néixer com una agrupació de cavallers, a Jerusalem.
La pèrdua de Terra Santa va produir als ordes una greu crisi de supervivència. Els projectes de fondre a l'Hospital i al Temple en una no es van realitzar. Els hospitalaris tenien major capacitat d'adaptació per la importància de les seves funcions assistencials i perquè es van fer càrrec de la defensa de l'illa de Rodes. Els Templers, en canvi, no comptaven amb aquells arguments i, a més, la seva activitat financera els havia involucrat en la vida política d'alguns regnes. En altres àmbits d'expansió de la cristiandat occidental van sorgir també ordes militars, emparades igualment per la idea de croada encara que en la pràctica les seves finalitats i interessos no eren els mateixos que s'havien manifestat en Terra Santa. Els Cavallers Teutònics tenen el seu origen en la segona croada, i actuen en Llevant fins a finals del segle xiii.
La necessitat d'organitzar millor la lluita contra els musulmans va provocar l'aparició de confraries i ordes militars en la península ibèrica cristiana des del segon quart del segle xii. Templers i hospitalers van tenir forta presència i importants senyorius en la Corona d'Aragó, però molt menys a Castella: després de la dissolució dels primers en 1312, els seus béns van servir per a fundar l'orde de Montesa a la Corona d’Aragó i el de Crist a Portugal. El fenomen singular més important va ocórrer en els regnes de Lleó i Castella, on va haver ordes militars autòctons que van tenir un gran desenvolupament: Calatrava a Castella des de 1157, Alcántara a Lleó i Sant Jaume en ambdós regnes des de 1175, aproximadament. El mateix va succeir al Regne de Portugal, amb l'Orde d'Avís.
L'activitat fonamental dels Ordes Militars hispànics era la de combatre en la Península als infidels. Des dels seus orígens es va considerar la possibilitat que actuessin en altres àmbits en defensa de la cristiandat. Així, quan en 1172 els frares d'Àvila es van afiliar a l'orde de Sant Jaume, van prometre ajudar-la a expulsar els moros de Castella, per a posteriorment, si així ho decidia el mestre, del Marroc i finalment de Jerusalem.

## Declivi
Finalment, els Ordes militars es van convertir en un instrument de poder emprat pels monarques hispans en les lluites entre els regnes cristians, especialment a la fi del segle xii quan els enfrontaments entre Castella, Lleó i Portugal estaven a l'ordre del dia. Gràcies a la intervenció militar dels ordes militars en la Península van sorgir impressionants senyorius, que en part van contribuir a centrar l'atenció vers ells.

## Presència femenina
Alguns ordes militars tingueren branques femenines, normalment ordes monàstics de vida contemplativa vivien les dones familiars dels cavallers de l'orde.

## Ordes militars
| Data de fundació                 | Data de desaparició                                                      | Nom                                                                       | Origen                                                |
| -------------------------------- | ------------------------------------------------------------------------ | ------------------------------------------------------------------------- | ----------------------------------------------------- |
| 1084 ca. 1100: orde militar      | 1789 Continua com a Sobirà Orde Militar de Malta                         | Orde de l'Hospital de Sant Joan de Jerusalem o Orde de Malta              | Jerusalem i Roma                                      |
| ca. 1098 ca. 1142: militar       | 1498 passa als Cavallers de Rodes                                        | Orde de Sant Llàtzer                                                      | Jerusalem                                             |
| 1099                             | 1489 1847: orde honorífic i benèfic                                      | Orde del Sant Sepulcre de Jerusalem                                       | Jerusalem i Roma                                      |
| ca. 1110                         | 1656                                                                     | Betlemitans o Orde Militar dels Crucífers de l'Estrella Roja en Camp Blau | Betlem (Terra Santa)                                  |
| 1118 1120: militar               | 1312                                                                     | Orde del Temple                                                           | Jerusalem                                             |
| 1122                             | 1136 integració a l'Orde de Monreal                                      | Confraria de Belchite                                                     | Belchite (Aragó)                                      |
| 1124                             | 1143 integració a l'Orde del Temple                                      | Orde de Monreal                                                           | Monreal del Campo (Aragó)                             |
| 1137 ca.                         | 1983                                                                     | Orde de Roncesvalls                                                       | Roncesvalls (Navarra)                                 |
| ca. 1150                         | 1526                                                                     | Cavallers de la Creu de Sant Esteve Rei                                   | Jerusalem i Regne d'Hongria                           |
| 1158                             | 1871-1875: orde honorífic                                                | Orde de Calatrava                                                         | Corona de Castella                                    |
| 1120-1162                        | 1793-1797                                                                | Orde d'Aubrac                                                             | Aubrac (Occitània)                                    |
| 1166                             | 1834 1894: orde honorífic                                                | Milícia d'Évora, després Orde de Sant Benet d'Avís o orde d'Aviz          | Portugal                                              |
| 1170                             | 1171: es converteix en Orde de Sant Jaume                                | Cavallers de Càceres                                                      | Càceres                                               |
| 1170-1180                        | 1587 incorporació a l'Orde de Sant Esteve Papa i Màrtir                  | Orde de Sant Jaume d'Altopascio o Hospitalers de Sant Jaume               | Altopascio (Toscana)                                  |
| 1171 segons una llegenda, el 848 | 1523: orde de cavalleria                                                 | Orde de Sant Jaume o de Sant Jaume de l'Espasa                            | Lleó                                                  |
| ca. 1172                         | 1180 ca. s'integra a l'Orde de Sant Jaume                                | Orde de Sant Marc de Lleó                                                 | Castella                                              |
| 1173                             | 1196 part s'integra a l'Orde del Temple i part forma l'Orde de Monfragüe | Orde de Montjoie, Orde d'Alfambra o Orde del Santíssim Redemptor          | Castella                                              |
| 1184-1194                        | abans de 1376                                                            | Orde d'Alcalá de la Selva                                                 | Corona d'Aragó                                        |
| 1190 1192: militar               | 1809 orde de cavalleria i benèfic                                        | Orde Teutònic                                                             | Sacre Imperi Romanogermànic                           |
| 1191                             | 1538                                                                     | Cavallers de Sant Tomàs                                                   | Acre (Terra Santa)                                    |
| 1196                             | 1221 Passa a l'Orde de Calatrava                                         | Orde de Monfragüe                                                         | Corona de Castella                                    |
| final s. XII                     | 1607                                                                     | Orde de Santa Cristina de Somport                                         | Somport, Regne d'Aragó                                |
| 1201                             | 1399 s'integra a l'Orde de Montesa                                       | Orde de Sant Jordi d'Alfama                                               | Corona d'Aragó                                        |
| 1202                             | 1237 s'integra a l'Orde Teutònic                                         | Germans Livonis de l'Espasa                                               | Livònia                                               |
| ca. 1216                         | 1237 integrat a l'Orde Teutònic                                          | Orde de Dobrin                                                            | Polònia                                               |
| ca. 1218                         | ca. 1350 forma el Tercer Orde de Sant Domènec                            | Milícia de la Fe de Jesucrist                                             | Occitània                                             |
| 1226-1231                        | 1276                                                                     | Orde de Sant Jaume per a la Fe i la Pau o Orde de l'Espasa                | Auch (Gascunya)                                       |
| 1233                             | 1261 forma la Milícia de Maria Gloriosa                                  | Milícia de Jesucrist                                                      | Parma                                                 |
| 1233                             |                                                                          | Cavallers de la Creu de l'Estrella Roja                                   | Praga (Bohèmia)                                       |
| 1261                             | 1559                                                                     | Milícia de Maria Gloriosa                                                 | Bolonya (Itàlia)                                      |
| 1272                             | 1280                                                                     | Orde de Santa Maria d'Espanya                                             | Cartagena                                             |
| 1317                             | 1587: orde honorífic                                                     | Orde de Montesa                                                           | Regne de València (Corona d'Aragó)                    |
| 1319                             | 1834: orde honorífic                                                     | Orde de Crist                                                             | Portugal                                              |
| 1408                             | ca. 1453                                                                 | Orde del Drac                                                             | Bòsnia (Regne d'Hongria, Sacre Imperi Romanogermànic) |
| 1459                             | 1484 1479                                                                | Orde de Santa Maria de Betlem Sacre Orde de la Companyia de Jesucrist     | Roma i Lemnos (Grècia)                                |
| 1545                             | 1580 1588-1809: orde honorífic                                           | Col·legi dels Cavallers de Loreto                                         | Loreto (Ancona) i Estats Pontificis                   |
| 1561                             | 1859: orde dinàstic honorífic                                            | Orde de Sant Esteve Papa i Màrtir                                         | Gran Ducat de Toscana                                 |